# Bulbocerca fulva
Bulbocerca fulva är en insektsart som beskrevs av Ross 1984. Bulbocerca fulva ingår i släktet Bulbocerca och familjen Anisembiidae. Inga underarter finns listade i Catalogue of Life.